# Jaar
Jaar (arap. جعار), je grad u unutrašnjosti Jemena, u muhafazi Abjan. Grad leži u plodnoj dolini Wadi Bana, udaljen je oko 70 km sjevero istočno od luke Aden, te oko 10 km sjeverno od regionalnog središta Zinjibara. Grad ima 29.495 stanovnika (popis iz 2004.).

## Povijest grada
Jaar je bio središte dinastije al-Afifi Sultanata Donja Jafa nakon što su oni svoju prijestolnicu premjestili iz planinske Al-Qare 1946. do 1967. godine, kad je sultanat prestao postojati. Jaar je moderan grad u najbogatijem poljoprivrednom području Jemena. Pored grada radi velika cementara.
U gradu su najveće znamenitost bivša sultanova palača i ribarnica. 
- U Jaaru i okolici dosta su jaki radikalni islamski teroristi, to je ostalo još iz 1960-ih kad su se u gornjem planinskom dijelu Sultanata Donja Jafa ubacivale oružane skupine iz Sjevernog Jemena. Od 2000-ih u okolici Jaara djeluje Abjansko Adenska Islamska Armija, kojoj je navodno na čelu Khaled Abdul Nabi iz Al-Kaide. Tako je 18. ožujka 2008. u bombaškom napadu srušena vladina zgrada u Jaaru, pritom je ranjeno pet vladinih vojnika.[2]